# Buch (Föritztal)
Buch ist eine Gemarkung des Ortsteils Neuhaus-Schierschnitz der Gemeinde Föritztal im Landkreis Sonneberg in Thüringen.

## Lage
Buch ist eine gelockerte Haufenansiedlung im Südosten des Gemeindegebietes, östlich der Bundesstraße 89 in kupierter Flur gelegen. Östlich schließt sich ein Waldgebiet und die Grenze zu Bayern an.

## Geschichte
Am 23. Januar 1355 wurde das Dorf erstmals urkundlich erwähnt. Buch wurde 1923 mit den Nachbarorten Gessendorf, Mark, Neuhaus und Schierschnitz zur Gemeinde Neuhaus-Schierschnitz verschmolzen. Am 6. Juli 2018 wurde diese Gemeinde mit den Gemeinden Föritz und Judenbach zu der neuen Gemeinde Föritztal zusammengelegt.